# Fehértorkú kolibri
A fehértorkú kolibri (Leucochloris albicollis) a madarak (Aves) osztályának a sarlósfecske-alakúak (Apodiformes) rendjéhez, ezen belül a kolibrifélék (Trochilidae) családjához tartozó Leucochloris nem egyetlen faja.

## Előfordulása
Dél-Amerika keleti, középső részén Argentína, Bolívia, Brazília, Paraguay és Uruguay területén honos. A természetes élőhelye szubtrópusi vagy trópusi éghajlati övezetben lévő síkvidéki esőerdők és bokrosok; mérsékelt övi erdők és bokrosok; lápok és mocsarak, valamint erősen leromlott egykori erdők, vidéki kertek és városi környezet.

## Megjelenése
Tollazata zöld, torka és hasi része fehér.
|  |

## Életmódja
Tápláléka nektárból és rovarokból áll.

## Külső hivatkozások
- Képek az interneten a fajról
- Internet Bird Collection
- Xeno-canto.org - a faj hangja és elterjedési területe. [2010. december 27-i dátummal az eredetiből archiválva].